# Newark (Ohio)
Newark és una població dels Estats Units a l'estat d'Ohio. Segons el cens del 2008 tenia 47.236 habitants.

## Demografia
Segons el cens del 2000, Newark tenia 46.279 habitants, 19.312 habitatges, i 12.108 famílies. La densitat de població era de 914 habitants per km².
Dels 19.312 habitatges en un 30,8% hi vivien nens de menys de 18 anys, en un 45,5% hi vivien parelles casades, en un 13,4% dones solteres, i en un 37,3% no eren unitats familiars. En el 31,5% dels habitatges hi vivien persones soles el 12,7% de les quals corresponia a persones de 65 anys o més que vivien soles. El nombre mitjà de persones vivint en cada habitatge era de 2,35 i el nombre mitjà de persones que vivien en cada família era de 2,94.
Per edats la població es repartia de la següent manera: un 25,4% tenia menys de 18 anys, un 9,4% entre 18 i 24, un 29,2% entre 25 i 44, un 21,1% de 45 a 60 i un 14,9% 65 anys o més.
L'edat mediana era de 36 anys. Per cada 100 dones de 18 o més anys hi havia 85,6 homes.
La renda mediana per habitatge era de 34.791 $ i la renda mediana per família de 42.138 $. Els homes tenien una renda mediana de 32.542 $ mentre que les dones 24.868 $. La renda per capita de la població era de 17.819 $. Aproximadament el 10,1% de les famílies i el 13% de la població estaven per davall del llindar de pobresa.

## Poblacions properes
El següent diagrama mostra les poblacions més properes.